# 克里斯廷·海耶斯
克里斯廷·海耶斯（英語：Christine Hayes，1960年12月6日—）是一位美国宗教学学者，耶鲁大学斯特灵教席教授，专攻塔木德-米德拉什研究，在耶鲁大学开放课程中有开设24节课的《旧约全书导论》（Introduction to the Old Testament (Hebrew Bible)）。